# Matti Hautamäki
Matti Antero Hautamäki,  finski smučarski skakalec, * 14. julij 1981, Oulu, Finska.

## Življenjepis
Masa je začel skakati pri sedmih letih v domačem Ouluju. Po vzoru svojega brata Jussija in njegovega prijatelja Laurija Hakole se je preselil v  Kuopio, kjer je obiskoval športno šolo. Tam je spoznal bodočega trenerja Pekko Niemelo, ki mu je pomagal pri treningih. Svoj prvi večji uspeh je osvojil na mladinskih svetovnih prvenstvih v letih 1997 in 1999.
Na Novoletni turneji v sezoni 2001/02 je končal kot drugi, kasneje je v isti sezoni osvojil "Nordijsko turnejo", dosežek pa je ponovil tudi v sezoni sezoni 2004/05, ko je osvojil kar šest zmag zapored (od  Pragelata do Planice), kar je uspelo samo še njegovemu rojaku Ahonenu in Avstrijcema Thomasu Morgensternu in Gregorju Schlierenzauerju. Njegovi skoki so bili večkrat ocenjeni z najvišjo možno oceno. V finalu sezone 2002/03 je v Planici postavil nov svetovni rekord 231 metrov, ki je veljal vse do leta 2005. Tudi takrat je dvignil lestvico na 235,5 metra, vendar mu je 3 minute kasneje rekord odvzel Bjørn Einar Romøren. Je lastnik štirih olimpijskih  medalj (srebrne in bronaste iz Salt Lake Cityja 2002 in dveh srebrnih iz Torina 2006) in štirih medalj s svetovnih prvenstev (srebrne iz Lahtija 2001, zlate in srebrne iz Val di Fiemma 2003 ter srebrne iz Oberstdorfa 2005).
Svojo kariero je končal 17. marca 2012 na ekipni tekmi Svetovnega pokala na Planiški velikanki.

## Dosežki

### Zmage
Hautamäki ima v svetovnem pokalu 16 zmag:
| Sezona  | Država/Prizorišče |
| ------- | ----------------- |
| 2000/01 | Kuopio            |
| 2001/02 | Zakopane          |
| 2001/02 | Falun             |
| 2001/02 | Trondheim         |
| 2002/03 | Planica           |
| 2002/03 | Planica           |
| 2003/04 | Kuusamo           |
| 2003/04 | Hakuba            |
| 2004/05 | Pragelato         |
| 2004/05 | Lahti             |
| 2004/05 | Kuopio            |
| 2004/05 | Lillehammer       |
| 2004/05 | Oslo              |
| 2004/05 | Planica           |
| 2005/06 | Zakopane          |
| 2005/06 | Zakopane          |